# 2014–2015-ös MRF Challenge Formula–2000-bajnokság
A 2014–2015-ös MRF Challenge Formula–2000-bajnokság a széria 3. szezonja volt. Az idény 2014. október 17-én indult Lusailban és 2015. január 25-én végződött Csennaiban. 3 helyszínen rendeztek összesen 12 futamot.
A brit Rupert Svendsen-Cook volt a címvédő, aki nem vett részt a szezon versenyein. A bajnoki címet a brit Toby Sowery szerezte meg Ryan Cullennel szemben.

## Versenyzők
| #       | Versenyző            | Forduló |
| ------- | -------------------- | ------- |
| 1       | Mathias Lauda        | 1–2     |
| 2       | Tarun Reddy          | összes  |
| 3       | Dylan Young          | összes  |
| 4       | Christophe Mariot    | 2       |
| 5       | Raj Bharath          | összes  |
| 6       | Pedro Cardoso        | 1       |
| 7       | Toby Sowery          | összes  |
| 8       | Ryan Cullen          | összes  |
| 9       | Lee Keshav           | összes  |
| 10      | Vikash Anand         | 1–2     |
| 11      | Freddie Hunt         | összes  |
| 12      | Vinicius Papareli    | összes  |
| 15      | Advait Deodhar       | 2       |
| 16      | Laura Tillett        | összes  |
| 17      | Nyikita Mazepin      | 1       |
| 18      | Kyle Mitchell        | 1–2     |
| 19      | Camren Kaminsky      | 2       |
| 20      | Struan Moore         | 2       |
| 21      | Matthew Solomon      | 3       |
| 23      | Jordan Albert        | 3       |
| 35      | Mahaveer Raghunathan | 3       |
| 50      | Gustavo Myasava      | 3       |
| 61      | Sebastian Balthasar  | 3       |
| 77      | Oscar King           | 3       |
| Forrás: |                      |         |

## Versenynaptár
| Forduló | Forduló | Versenypálya                          | Pályarajz          | Dátum              |
| ------- | ------- | ------------------------------------- | ------------------ | ------------------ |
| 1       | 1       | Losail International Circuit, Lusail  |                    | 2014. október 17.  |
| 1       | 2       | Losail International Circuit, Lusail  |                    | 2014. október 17.  |
| 1       | 3       | Losail International Circuit, Lusail  | 2014. október 18.  |                    |
| 1       | 4       | Losail International Circuit, Lusail  | 2014. október 18.  |                    |
| 2       | 5       | Bahrain International Circuit, Szahír |                    | 2014. november 14. |
| 2       | 6       | Bahrain International Circuit, Szahír |                    | 2014. november 14. |
| 2       | 7       | Bahrain International Circuit, Szahír | 2014. november 15. |                    |
| 2       | 8       | Bahrain International Circuit, Szahír | 2014. november 15. |                    |
| 3       | 9       | Madras Motor Race Track, Csennai      |                    | 2015. január 24.   |
| 3       | 10      | Madras Motor Race Track, Csennai      |                    | 2015. január 24.   |
| 3       | 11      | Madras Motor Race Track, Csennai      | 2015. január 25.   |                    |
| 3       | 12      | Madras Motor Race Track, Csennai      | 2015. január 25.   |                    |

## Összefoglaló
| Forduló | Forduló | Versenypálya                          | Pole-pozíció        | Leggyorsabb kör | Győztes versenyző | Listavezető | Előny |
| ------- | ------- | ------------------------------------- | ------------------- | --------------- | ----------------- | ----------- | ----- |
| 1       | 1       | Losail International Circuit, Lusail  | Toby Sowery         | Toby Sowery     | Toby Sowery       | Toby Sowery | 33    |
| 1       | 2       | Losail International Circuit, Lusail  |                     | Toby Sowery     | Tarun Reddy       | Toby Sowery | 33    |
| 1       | 3       | Losail International Circuit, Lusail  |                     | Kyle Mitchell   | Raj Bharath       | Toby Sowery | 33    |
| 1       | 4       | Losail International Circuit, Lusail  |                     | Raj Bharath     | Toby Sowery       | Toby Sowery | 33    |
| 2       | 5       | Bahrain International Circuit, Szahír | Raj Bharath         | Ryan Cullen     | Ryan Cullen       | Toby Sowery | 15    |
| 2       | 6       | Bahrain International Circuit, Szahír |                     | Camren Kaminsky | Struan Moore      | Toby Sowery | 15    |
| 2       | 7       | Bahrain International Circuit, Szahír |                     | Kyle Mitchell   | Ryan Cullen       | Toby Sowery | 15    |
| 2       | 8       | Bahrain International Circuit, Szahír |                     | Ryan Cullen     | Mathias Lauda     | Toby Sowery | 15    |
| 3       | 9       | Madras Motor Racing Track, Csennai    | Sebastian Balthasar | Oscar King      | Toby Sowery       | Toby Sowery | 47    |
| 3       | 10      | Madras Motor Racing Track, Csennai    |                     | Toby Sowery     | Toby Sowery       | Toby Sowery | 47    |
| 3       | 11      | Madras Motor Racing Track, Csennai    |                     | Ryan Cullen     | Ryan Cullen       | Toby Sowery | 47    |
| 3       | 12      | Madras Motor Racing Track, Csennai    |                     | Oscar King      | Oscar King        | Toby Sowery | 47    |

## A bajnokság végeredménye
Pontrendszer
| Pozíció | 1. | 2. | 3. | 4. | 5. | 6. | 7. | 8. | 9. | 10. | Pole | LK |
| ------- | -- | -- | -- | -- | -- | -- | -- | -- | -- | --- | ---- | -- |
| Pont    | 25 | 18 | 15 | 12 | 10 | 8  | 6  | 4  | 2  | 1   | 2    | 2  |

(Félkövér: pole-pozíció, dőlt: leggyorsabb kör, a színkódokról részletes információ itt található)
| Pozíció | Versenyző            | QAT | QAT | QAT | QAT | BHR | BHR | BHR | BHR | IND | IND | IND | IND | Pont |
| ------- | -------------------- | --- | --- | --- | --- | --- | --- | --- | --- | --- | --- | --- | --- | ---- |
| 1.      | Toby Sowery          | 1   | 3   | 3   | 1   | 5   | 2   | 3   | 4   | 1   | 1   | 2   | 5   | 221  |
| 2.      | Ryan Cullen          | 2   | 6   | 4   | 3   | 1   | 3   | 1   | 8   | 10† | 5   | 1   | 4   | 174  |
| 3.      | Raj Bharath          | 9   | 7   | 1   | 2   | 2   | 4   | 4   | 3   | 5   | 6   | 4   | 7   | 148  |
| 4.      | Kyle Mitchell        | 3   | 5   | 2   | 7   | 3   | 6   | 2   | 2   |     |     |     |     | 112  |
| 5.      | Tarun Reddy          | 6   | 1   | 7   | 5   | Ki  | 7   | Ki  | Ki  | 2   | 4   | Ki  | 9   | 87   |
| 6.      | Mathias Lauda        | 4   | 4   | 6   | 9   | 15† | 8   | 6   | 1   |     |     |     |     | 71   |
| 7.      | Oscar King           |     |     |     |     |     |     |     |     | 9†  | 3   | 3   | 1   | 61   |
| 8.      | Gustavo Myasava      |     |     |     |     |     |     |     |     | 3   | 2   | 5   | 3   | 58   |
| 9.      | Struan Moore         |     |     |     |     | 4   | 1   | Ki  | 6   |     |     |     |     | 45   |
| 10.     | Nyikita Mazepin      | 5   | 2   | Ki  | 6   |     |     |     |     |     |     |     |     | 36   |
| 11.     | Dylan Young          | 8   | 11  | 8   | 10  | 6   | 5   | 7   | Ki  | Ki  | 10  | 9   | Ki  | 36   |
| 12.     | Matthew Solomon      |     |     |     |     |     |     |     |     | Ki  | 8   | 6   | 2   | 30   |
| 13.     | Vinícius Papareli    | Ki  | 10  | 9   | 8   | 10  | 11  | 5   | Ki  | 6   | Ki  | 11  | 12  | 29   |
| 14.     | Pedro Cardoso        | 11  | 8   | 5   | 4   |     |     |     |     |     |     |     |     | 26   |
| 15.     | Jordan Albert        |     |     |     |     |     |     |     |     | 4   | 12  | 7   | 6   | 26   |
| 16.     | Camren Kaminsky      |     |     |     |     | 12  | 9   | 8   | 5   |     |     |     |     | 18   |
| 17.     | Laura Tillett        | 12  | 13  | 11  | 12  | 8   | 12  | Ki  | 7   | Ki  | Ki  | 8   | 8   | 18   |
| 18.     | Vikash Anand         | 7   | 9   | 13  | 13  | 7   | Ki  | Ki  | 9   |     |     |     |     | 16   |
| 19.     | Lee Keshav           | 11  | 14  | 12  | 11  | 13  | 13  | 9   | Ki  | 7   | 9   | 10  | 13  | 10   |
| 20.     | Sebastian Balthasar  |     |     |     |     |     |     |     |     | Ki  | 7   | Ki  | 11  | 8    |
| 21.     | Mahaveer Raghunathan |     |     |     |     |     |     |     |     | 8   | 11  | Ni  | 10  | 5    |
| 22.     | Freddie Hunt         | 10  | 12  | 10  | Ki  | 9   | 10  | Ki  | Ki  | Ki  | Ki  | 12  | Ki  | 5    |
| 23.     | Christophe Mariot    |     |     |     |     | 14  | 15  | 11  | 10  |     |     |     |     | 1    |
| 24.     | Advait Deodhar       |     |     |     |     | 11  | 14  | 10  | Ki  |     |     |     |     | 1    |

## Külső hivatkozások
- A bajnokság versenyeinek hivatalos eredményei Archiválva 2020. augusztus 9-i dátummal a Wayback Machine-ben
- Az MRF Challenge hivatalos honlapja Archiválva 2020. augusztus 4-i dátummal a Wayback Machine-ben